# شبه‌جزیره چوکچی

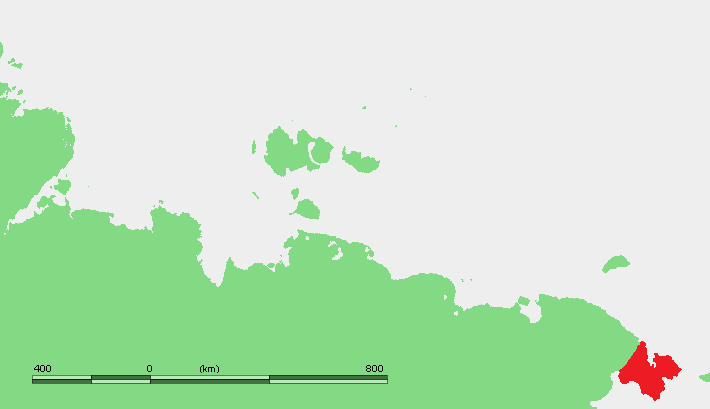
موقعیت شبه‌جزیرهٔ چوکچی در شمال شرقی روسیه و قارهٔ آسیا

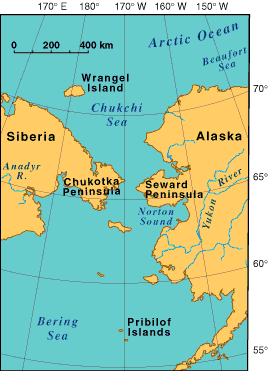
نمایش میزان فاصلهٔ شبه‌جزیرهٔ چوکچی از آلاسکا

شبه‌جزیرهٔ چوکچی، شبه‌جزیرهٔ چوکوتسکی (به روسی: Чуко́тский полуо́стров) یا شبه‌جزیرهٔ چوکوتکا (به روسی: Чуко́тка полуо́стров)، شبه‌جزیره‌ای واقع در شمال شرقی‌ترین نقطهٔ آسیاست که دماغه دژنف در خاور دور روسیه، حد نهایی آن را تشکیل می‌دهد.
این شبه‌جزیره بخشی از ناحیه خودگردان چوکوتکاست که جمعیت تقریبی آن در سال ۲۰۱۰ برابر با ۵۰٬۵۲۶ نفر بوده‌است. دریای چوکچی در شمال و تنگه برینگ در شرق این شبه‌جزیره واقع هستند. تنگه برینگ، این شبه‌جزیره را از آلاسکا جدا می‌سازد.
نزدیک‌ترین آبادی روسیه به خاک آمریکا که یولن نام دارد؛ آبادی دیگری به نام پرویدنیا و فرودگاه آن (فرودگاه پرویدنیا بای)، آبادی دیگری به نام لاورنتیا و فرودگاه آن (فرودگاه لاورنتیا)، همگی در سواحل شرقی این شبه‌جزیره واقع هستند.
روس‌ها، چوکچی‌ها، یاکوت‌ها، کوریاک‌ها، اونی‌ها و اینوئیت‌ها (اسکیموها)، ساکنان این منطقه را تشکیل داده و به کارهایی همچون استخراج معدن (قلع، سرب، روی، طلا و زغال سنگ)، شکار و پرورش گوزن شمالی و ماهی‌گیری اشتغال دارند.
کرانه‌های شبه‌جزیرهٔ چوکچی همچنین در مسیر دریایی شمال قرار دارد.
مقام‌های روسیه در سال ۲۰۱۱ از طرح احداث یک تونل که می‌تواند روسیه و آمریکا را از راه این شبه جزیره به هم متصل کند، حمایت کرده‌اند. بر اساس این پیشنهاد، چنین خط آهنی از تنگه برینگ می‌گذرد و طول آن معادل ۱۰۵ کیلومتر است.